# Strigol'niki
Con la denominazione strigolniki (al singolare Strigolnik–Стригольник in russo) erano chiamati gli adepti della prima setta eretica russa, sviluppatasi tra la metà del XIV e l'inizio del XV secolo a Pskov, Novgorod e Tver'.
Le origini del termine sono sconosciute. Alcuni storici ritengono che faccia riferimento alle occupazioni lavorative dei primi Strigolniki, come il sarto e il barbiere (sembra infatti che la parola strigolnik derivi dal verbo russo strič' o podstrigat', che significa "tagliare"). Altri pensano che provenga da una particolare cerimonia di iniziazione (un particolare taglio di capelli, o strižka), compiuta da un diacono chiamato Karp, che insieme al diacono Nikita si suppone abbia fondato la setta. Altri ancora ritengono che tale nome potrebbe derivare dal fatto che gli adepti rifiutavano di farsi crescere la barba o la tagliavano nel momento della loro professione di fede alla setta.
I membri più attivi del movimento erano i mercanti e il clero minuto. Con il motto "Perché dare un compenso ai preti per i loro uffici, quando Paolo ammonì che gli stessi non dovevano servire la fede per denaro?" rinnegavano la gerarchia ecclesiastica e il monachesimo, i sacramenti della comunione, del battesimo, della confessione e dell'ordinazione sacerdotale, che spesso erano accompagnati da grandi donazioni ("estorsioni" secondo il loro punto di vista) in favore del clero. 
Critici nei confronti dell'intera società ecclesiastica non esitavano ad esporre al pubblico ludibrio la venalità, i vizi e l'ignoranza dei preti. I loro sermoni erano infarciti di rivendicazioni sociali e in essi veniva spesso rinfacciato ai ricchi di schiavizzare i liberi e i poveri.
I Diaconi Karp e Nikita trovarono molti seguaci a Pskov, ma furono costretti a trasferirsi a Novgorod per sfuggire alle persecuzioni di cui erano oggetto. Infatti, temendo che gli Strigolniki potessero minare la sua autorità, la Chiesa ortodossa russa non esitò a contrastarli in maniera dura e spietata. Nel 1376 incoraggiò i cittadini di Novgorod a catturare ed annegare nel fiume Volchov i componenti della setta, provocando una strage. All'inizio del 1382 nuove persecuzioni furono poste in essere dal Metropolita Dionisio.
Nonostante i fondatori del movimento fossero morti in tali persecuzioni, la setta sopravvisse e anzi ampliò il numero dei propri membri a Novgorod, Pskov e Tver', dove i vescovi Feodor Dobrj e Jevfimij Vislen supportarono apertamente il movimento. All'inizio del XV secolo il credo degli Strigolniki fu duramente contestato e combattuto dal Metropolita Fotius cui la Chiesa ortodossa russa conferisce il merito di avere sconfitto la setta, che ritiene estinta a partire dal 1427.
Tale assunto non è tuttavia accettato dalla maggioranza degli storici i quali, pur riconoscendo che non si ha più notizia degli Strigolniki dalla seconda metà del Quattrocento ritengono tuttavia che tale movimento ereticale si sia fuso con la Setta di Skharija l'Ebreo.